# Dawn (album)
Pour les articles homonymes, voir Dawn.
Albums de Eloy
Power and the Passion
(1975) Ocean
(1977)
Dawn est le cinquième album studio du groupe de rock progressif allemand, Eloy. Il est sorti en décembre 1976 sur le label EMI-Harvest et a été produit par le groupe.

## Historique

### Prélude
Après la sortie de Power and the Passion, Eloy se sépara momentanément à la suite des problèmes causés par leur manager Jay Partridge qui avait reussi à diviser le groupe. Néanmoins EMI continua à faire confiance à Frank Bornemann et lui demanda de reformer le groupe avec de nouveaux musiciens et de planifier un nouvel album.
Le premier musicien à rejoindre Frank Bornemann fut le guitariste Detlev Schmidtchen, puis c'est au tour de Klaus-Peter Matziol, un bassiste que Frank a rencontré au magasin de musique où il travaillait. Jürgen Rosenthal qui faisait partie des Scorpions à l'époque de Fly to the Rainbow prit la place de batteur. Ne trouvant pas un claviériste, Detlev Schmidtchen assura les parties de claviers pendant la composition et plus tard l'enregistrement de Dawn.

### Enregistrement
L'enregistrement de l'album débuta en août 1976 aux Tonstudios de Georgi Nedeltschev à Cologne, où avait déjà été enregistré Power and the Passion, et se termina six semaines plus tard, en septembre. Frank Bornemann amena l'idée de l'histoire qui sera raconté dans cet album concept, Jürgen Rosenthal se chargea d'écrire les textes et tout le groupe écrira la musique. Le titre Le réveil du soleil/the Dawn fut enregistré la dernière nuit de studio et est une improvisation totale ce qui permet de constater la cohésion du groupe. L'apport d'un orchestre symphonique se fera sur certains titres.

## Réception
Dawn se vendit, quelques semaines après sa sortie, à plus de 60 000 exemplaires en Allemagne ce qui permit au groupe de faire deux tournées allemandes, une à l'automne 1976 et une seconde au printemps 1977, et quelques apparitions à la télévision allemande. Cet album lança vraiment la carrière du groupe.

### La pochette
Assez similaire de la pochette de Power and the Passion, qui est la première à aborder le logo du groupe.

## Liste des titres
Toutes les musiques sont de Eloy et les textes de Jürgen Rosenthal.

### Face A
1. Awakening - 2:38
2. Between the Times - 6:08
  - a) Between the Times
  - b) Memory Flash
  - c) Appearance of the Voice
  - d) Return of the voice
3. The Sun Song - 4:55
4. The Dance in Doubt and Fear - 4:25
5. Lost!?? (introduction) - 5:18

### Face B
1. Lost!?? (the Decision) - 5:02
2. The Midnight Fight / The Victory of Mental Force - 8:10
3. Gliding Into Light and Knowledge - 4:13
4. Le Réveil du Soleil / the Dawn - 6:49

La liste des titres et leurs durées étant confuse sur l'édition en vinyle, on se reportera sur les indications du site officiel

## Musiciens
- Frank Bornemann: chant, guitare électrique et acoustique
- Klaus-Peter Matziol: basse, chœurs
- Detlev Schmidtchen: claviers, guitares, chœurs
- Jürgen Rosenthal: batterie, percussions, voix